# Pommerska kavalleriregementet
Pommerska kavalleriregementet eller Pommerska regementet till häst var ett värvat kavalleriregemente inom svenska armén som verkade åren 1688–1715.

## Historia
Deltog i fälttåget i Holstein 1700. Med Gyllenstierna till Polen, sedan vid konungens armé. Återgick våren 1705 till Pommern, förlades där och på Rügen (1710 endast 400 man, våren 1711 700). Sedan ingående i Stralsunds besättning. Fyra kompanier med Stenbock 1712; fångna vid Tönningen, återstoden fången vid Stralsunds uppgivande 1715. Ett trettiotal man kom över till Sverige och ingick i det Tyska dragonregementet 1716.

## Förbandschefer
- 1698–1713: J. Mellin
- 1713–1713: A. O. von Rosen (fången vid Tönningen)
- 1713–1715: O. Zülich